# Музичанська сільська рада
| Музичанська сільська рада — адміністративно-територіальна одиниця та орган місцевого самоврядування у Києво-Святошинському районі Київської області з адміністративним центром у с. Музичі. Сільській раді підпорядковані населені пункти: - с. Музичі - с. Неграші |

## Склад ради
Рада складається з 16 депутатів та голови.

### Керівний склад ради
| ПІБ                          | Основні відомості                                                 | Дата обрання | Дата звільнення |
| ---------------------------- | ----------------------------------------------------------------- | ------------ | --------------- |
| Пічевський Микола Степанович | Сільський голова, 1943 року народження, освіта                    | 26.03.2006   | 31.10.2010      |
| Масовець Марія Володимирівна | Сільський голова, 1960 року народження, освіта вища, позапартійна | 31.10.2010   |                 |

Примітка: таблиця складена за даними джерела
Примітка: використано джерело сайт ЦВК
| Депутати ради 7-го скликання |           |                                                                                         |
| с. Музичі                    |           |                                                                                         |
| Федорович Л.М.               | Округ №1  | вул. Шевченка №1-№55 вул. Набережна вул. Підгірна                                       |
| Санченко М.В.                | Округ №2  | вул. Шевченка №56-№88 вул. Київська вул. Долиногірська вул. Молодіжна провул. Південний |
| Тарасюк А.П.                 | Округ №3  | вул. Харченка №1-№56 провул. Першотравневий провул. Жовтневий вул. Зелена вул. Вишнева  |
| Перемежко А.О.               | Округ №4  | вул. Гагаріна №1-№48 вул. Леніна №12 (кв.1-кв.40)                                       |
| Буткевич Л.В.                | Округ №5  | вул. Леніна №15 (кв.1-кв.16) вул. Леніна №10 (кв.1-кв.32)                               |
| Швидкий В.П.                 | Округ №6  | вул. Леніна №14 (кв.1-кв.50) вул. Леніна №1-№8, №17-№29                                 |
| Сітніцький А.В.              | Округ №7  | вул. Леніна №16 (кв.1-кв.50) вул. Леніна №13                                            |
| Харченко В.М.                | Округ №8  | вул. Польова вул. Космічна вул. Щорса                                                   |
| Гайсинюк С.А.                | Округ №9  | вул. К-Маркса №1-№33 вул. Ватутіна вул. Урожайна                                        |
| Кравцова О.Д.                | Округ №10 | вул. К-Маркса №34-№79 вул. Енгельса вул. Лугова вул. Зарічна вул. Дружби                |
| с. Неграші                   |           |                                                                                         |
| Федорович О.І.               | Округ №11 | вул. Шевченка вул. Садова вул. Зелена                                                   |
| Пухнач Р.В.                  | Округ №12 | вул. Петровського №36-№74 вул. Будівельна вул. Шляхова                                  |
| Касянюк О.А.                 | Округ №13 | вул. Петровського №1-№35 вул. Ватутіна №1-№30 вул. Затишна                              |
| Діденко Р.М.                 | Округ №14 | вул. Ватутіна №31-№74 вул. Гагаріна                                                     |

Джерело -сайт Музичанська сільська рада